# Juri Petrowitsch Kowaljow
Juri Petrowitsch Kowaljow (russisch Юрий Петрович Ковалёв; aserbaidschanisch Yuri Petroviç Kovalyov; * 29. Mai 1965 in Göyçay, Aserbaidschanische Sozialistische Sowjetrepublik, UdSSR; † 3. Oktober 1991 in Ağdam, Aserbaidschan) war ein aserbaidschanischer Offizier und Nationalheld Aserbaidschans russischer Abstammung.

## Biographie
Die Familie von Kowaljow zog Mitte der 1970er Jahre nach Krasnodar, kehrte jedoch nach wenigen Jahren wieder nach Aserbaidschan zurück und wurde in Baku heimisch. Dort schloss Kowaljow 1981 die allgemeinbildende Schule Nr. 229 ab. Zwischen 1983 und 1985 leistete er seinen Wehrdienst in den Reihen der sowjetischen Luftlandetruppen in den baltischen Staaten. Danach setzte er die Militärlaufbahn in der Kaspischen Flottille fort.
Im September 1990 trat Kowaljow der sogenannten „OMON“, einer Sonderkommandoeinheit des Innenministeriums von Aserbaidschan bei. Mit der Zuspitzung armenisch-aserbaidschanischer Auseinandersetzungen in Bergkarabach kam auch seine Einheit verstärkt zum Einsatz. Im Frühling 1991 beteiligte sich Kowaljow an den Kämpfen gegen bewaffnete armenische Gruppierungen in der Provinz Goranboy.
Am 3. Oktober 1991 fuhr Kowaljow in einem UAS zusammen mit drei weiteren Kampfkameraden aus der OMON von Xocavənd (Martuni) nach Ağdam, als das Fahrzeug von armenischen Kämpfern attackiert und Kowaljow dabei von Schüssen tödlich getroffen wurde. Er wurde auf der Alle der Märtyrer in Baku beigesetzt.

## Andenken
Per Dekret des Präsidenten Aserbaidschans vom 5. Juni 1992 wurde Kowaljow posthum zum Nationalhelden Aserbaidschans erklärt.
Die Schule Nr. 229 in Baku, die Kowaljow besuchte, trägt seinen Namen.

## Privates
Kowaljow war verheiratet und hatte zwei Töchter. Sein jüngerer Bruder Witali Kowaljow ist Fußballer.